# Оренбуржье (авиакомпания)
Авиакомпания «Оренбу́ржье» — коммерческий бренд ГУП Оренбургской области «Аэропорт Оренбург» (эксплуатанта аэропорта «Оренбург Центральный»), под которым выполняются регулярные региональные пассажирские авиаперевозки в Поволжье и на Южном Урале.
Помимо аэропорта Оренбург Центральный крупным узловым пунктом авиакомпании является самарский аэропорт Курумоч. Основная часть рейсов выполняется на самолётах Let L-410.

## История
11 августа 2010 года из состава ФГУП «Оренбургские авиалинии» был выделен имущественный комплекс аэропорта и зарегистрировано ФГУП "Международный аэропорт «Оренбург». На баланс нового предприятия были так же переданы самолёты Ан-2, вертолёты Ми-2, Ми-8Т, Ми-8П и Ка-226.
Была сформирована авиационная эскадрилья, 31 августа 2010 года был получен сертификат эксплуатанта на право выполнения авиационных работ, 17 ноября 2010 года получен сертификат эксплуатанта на право выполнения коммерческих воздушных перевозок.о
4 октября 2012 года ФГУП "Международный аэропорт «Оренбург» передано в собственность Оренбургской области и переименовано в ГУП Оренбургской области «Аэропорт Оренбург».
Для возобновления региональных перевозок были приобретены в лизинг (получены в феврале-марте 2013 года), зарегистрированы и сертифицированы три новых самолёта L-410 производства Aircraft Industries, переучен лётный и инженерно-технический персонал.
С 1 апреля 2013 года под брендом авиакомпания «Оренбуржье» предприятие приступило к полётам из Оренбурга в Екатеринбург, Казань, Нижний Новгород, Орск, Пермь, Самару, Тюмень, Уфу, Челябинск, а с 1 сентября в Саратов.
Позже были приобретены в лизинг ещё два самолёта L-410.
Авиапредприятие вступило в Российскую ассоциацию эксплуатантов воздушного транспорта (АЭВТ), было зарегистрировано в ИКАО и ИАТА, получило допуск к международным полётам.
22 октября 2013 года авиапредприятие зарегистрировалось как иностранный перевозчик в Республике Казахстан, а с 18 ноября приступило к выполнению полётов по маршруту Оренбург — Актобе.
С 6 ноября 2013 года, после оборудования и регистрации посадочных площадок в населённых пунктах Светлый, Адамовка и Кваркено и заключения договора с Бугурусланским лётным училищем гражданской авиации о наземном обслуживании на посадочной площадке училища, началось выполнение регулярных воздушных перевозок на местных авиалиниях.
В 2022 году, после начала российского вторжения на территорию Украины, чешский производитель и главный поставщик самолётов перестал оказывать необходимые технические услуги для поддержания работы машин, это поставило под угрозу работу авиакомпании.

## Маршрутная сеть
В разное время авиакомпания Оренбуржье осуществляла местные и межрегиональные полёты в Адамовку, Актобе, Анапу, Астрахань, Геленджик, Домбаровский, Екатеринбург, Ижевск, Казань, Кваркено, Киров, Краснодар, Нягань, Оренбург, Орск, Пермь, Самару, Саратов, Ставрополь, Светлый, Сочи, Тюмень, Урай, Уфу, Чебоксары, Челябинск.
По состоянию на июль 2021 года предприятие выполняет рейсы в следующие города:

## Флот

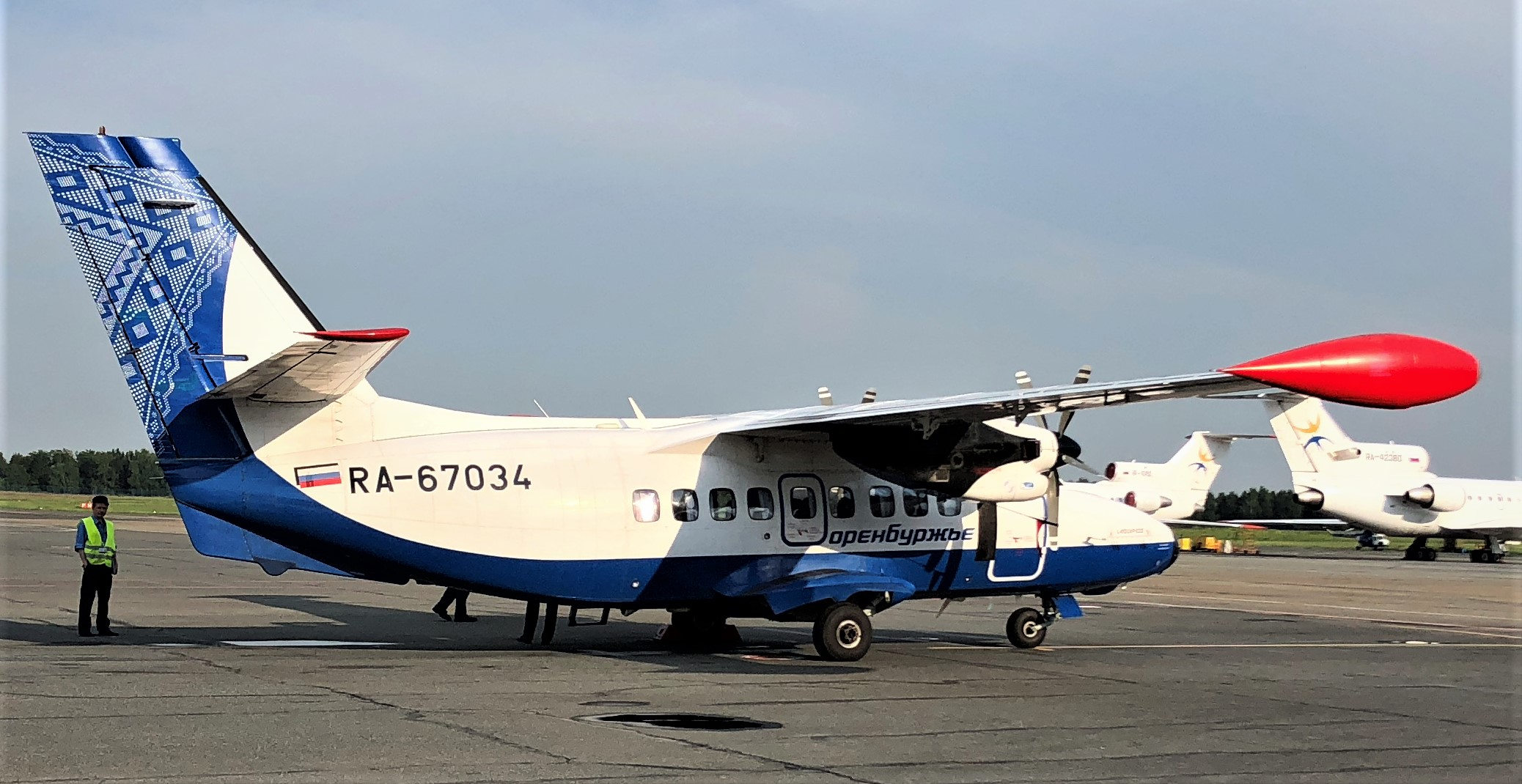
Let L-410 авиакомпании Оренбуржье в аэропорту Ижевска

### Самолётный парк
По состоянию на февраль 2022 года флот насчитывает следующие типы воздушных судов:

### Вертолётный парк
По состоянию на февраль 2022 года вертолётный парк авиакомпании насчитывает следующие типы воздушных судов: